# Aeridinae
En la clasificación botánica de las plantas, Aeridinae (anteriormente Sarcanthinae) es una subtribu de la tribu Vandeae de la familia Orchidaceae; todos sus representantes tienen un hábito de desarrollo monopodial y no poseen pseudobulbos. Algunos de los géneros tienen algunas de las flores más grandes y espectaculares de toda la familia de las orquídeas.

## Lista de géneros
| - Abdominea Acampe Adenoncos Aerides Amesiella Arachnis Armodorum Ascocentrum Ascochilopsis Ascochilus Ascoglossum Biermannia Bogoria Brachypeza Calymmanthera Ceratocentron Ceratochilus Chamaeanthus Chiloschista Christensonia Chroniochilus Cleisocentron Cleisomeria Cleisostoma Diplocentrum Diploprora Dryadorchis Drymoanthus Dyakia Eparmatostigma Esmeralda | Gastrochilus Grosourdya Gunnarella Haraella Holcoglossum Hygrochilus Hymenorchis Luisia Macropodanthus Malleola Micropera Microsaccus Microtatorchis Mobilabium Neofinetia Nothodoritis Omoea Ornithochilus Papilionanthe Papillilabium Paraphalaenopsis Parapteroceras Pelatantheria Pennilabium | Peristeranthus Phalaenopsis Pomatocalpa Phragmorchis Pteroceras Renanthera Rhynchostylis Robiquetia Sarcochilus Sarcoglyphis Sarcophyton Schoenorchis Sedirea Seidenfadenia Smithsonia Smitinandia Staurochilus Stereochilus Taeniophyllum Thrixspermum Trichoglottis Tuberolabium Uncifera Vanda Vandopsis Ventricularia Xenikophyton |